# Bruno Gallo
Bruno Vieira Gallo de Oliveira (Niterói, 7 de maio de 1988), mais conhecido apenas como Bruno Gallo, é um futebolista brasileiro que joga como volante. Atualmente defende o Niteroiense.

## Carreira
Revelado nas categorias de base do Vasco da Gama, Bruno Gallo foi emprestado ao Bréscia-RJ, clube que disputava a Série B do Carioca e tinha parceria com o clube cruzmaltino. Retornou e foi integrado ao elenco cruzmaltino em 2008.

### Leixões
Em 23 de junho de 2009, Gallo foi emprestado ao Leixões, de Portugal por uma temporada.

### Vitória de Setúbal
Em julho de 2010, Gallo foi contratado pelo Vitória de Setúbal por duas temporadas.

### Resende
Em 19 de novembro de 2013, Gallo retornou ao Brasil, sendo contratado pelo Resende, para a disputa do Campeonato Carioca de 2014. Marcou seu primeiro gol em 19 de fevereiro de 2014, diante do Duque de Caxias, em que a sua equipe acabou perdendo por 3x1.

### Marítimo
Após o Carioca, Bruno Gallo retornou a Portugal e assinou por uma temporada com o Marítimo, onde se destacou.

### Retorno ao Vasco da Gama
Em julho de 2015, Gallo acertou seu retorno ao Vasco da Gama, clube onde iniciou a sua carreira. Reestreou diante da Ponte Preta, partida onde a sua equipe venceu por 1x0. Depois disso, Gallo chegou a ser titular por alguns jogos, mas depois passou a ocupar o banco de reservas.
Em dezembro de 2016, Gallo renovou seu contrato com o clube cruzmaltino até o fim de 2017.
Em 2017, Gallo segue sendo opção no banco de reservas.
No dia 21 de julho de 2017, Bruno Gallo aceita a rescisão de seu contrato com o Vasco da Gama, encerrando assim a sua segunda passagem no profissional do Vasco da Gama, com direito a 34 jogos e 3 títulos em sua passagem que durou 2 anos no retorno ao clube que o revelou.
Em seu instagram, se despediu oficialmente do Vasco, agradecendo ao clube e dizendo que "é inevitável contar sobre minha carreira, sobre minha história de vida e não ter o Vasco da Gama nela".

### Qatar SC
Após rescindir contrato com o Vasco da Gama, em 21 de julho de 2017, acerta com o Qatar SC, do Catar.

### Chaves
Em 18 de julho de 2018, Bruno Gallo foi oficialmente apresentado pelo Chaves, seu quarto clube na elite no futebol português. Aos 30 anos, o volante foi um dos destaques da equipe na temporada, despertando interesse da Tailândia. 

### Muangthong United
Após boa temporada em Portugal, o volante brasileiro assinou com o Muangthong United, da Tailândia.

### Palestino
No dia 5 de março de 2021, acertou com o Palestino do Chile para a disputa do Campeonato Chileno e da Copa Sul-Americana.

### Volta Redonda
Em 14 de dezembro de 2021, assinou com o Volta Redonda até o fim da temporada 2022. No clube, foi campeão da Copa Rio.

### Zinza
Jogou pelo Zinza em 2023, sendo campeão da Série C do Carioca.

### Niteroiense
Em 2024, aos 36 anos, foi anunciado pelo Niteroiense, recém-reativado. Foi titular e capitão, marcando de pênalti na estreia e contribuindo com  8 gols em 25 jogos na temporada 2024, sendo peça-chave na conquista da Taça Waldir Amaral e do duplo acesso no Campeonato Carioca.

## Títulos

### Vasco da Gama
- Campeonato Brasileiro Série B: 2009
- Taça Guanabara: 2016
- Campeonato Carioca: 2016
- Taça Rio: 2017

### Volta Redonda
- Copa Rio: 2022

### Zinza
- Campeonato Carioca Série C: 2023

### Niteroiense
- Taça Waldir Amaral: 2024
- Campeonato Carioca Série C: 2024